# Vinon-sur-Verdon
Vinon-sur-Verdon este o comună în departamentul Var din sud-estul Franței. În 2009 avea o populație de 4.051 de locuitori.

## Evoluția populației
| An        | 1975  | 1982  | 1990  | 1999  | 2006  | 2009  |
| --------- | ----- | ----- | ----- | ----- | ----- | ----- |
| Populație | 1.832 | 2.196 | 2.752 | 2.992 | 3.734 | 4.051 |